# Felician Záh
Felician (III) Záh (ortografiat uneori incorect Zách, în maghiară Záh nembéli (III.) Felicián [Felician (III.) din clanul Záh] ; n. anii 1260 – d. 17 aprilie 1330, Visegrád, Pesta, Ungaria) a fost un nobil și militar maghiar din prima jumătate a secolului al XIV-lea, care a încercat fără succes să-l asasineze pe regele Carol I al Ungariei și întreaga familie regală la Visegrád.

## Origine și familie
Felician al III-lea provenea din gens (clanul) Záh, care deținea mai multe moșii și sate în comitatul Nógrád. Potrivit istoricului György Györffy, strămoșul familiei a fost conducătorul unor oșteni secui, care au fost instalați acolo cu scopul de a supraveghea și păzi hotarele Ungariei în timpul domniei lui Ștefan I al Ungariei. Pe la sfârșitul secolului al XII-lea familia s-a împărțit în mai multe ramuri; din cauza datelor incomplete există doar tabele genealogice fragmentate și nu se pot stabili legături între diferitele ramuri ale familiei. Ramura din care provenea Felician a deținut moșii în partea de nord a comitatului Nógrád, la hotarul cu comitatul Kishont.
Felician s-a născut în a doua jumătate a anilor 1260 ca unul dintre cei doi fii ai lui Záh al II-lea. Unchiul său a fost influentul prelat romano-catolic Job Záh, care a slujit ca episcop de Pécs din anul 1252 și până la moartea sa în 1280 sau 1281. În calitate de partizan al ducelui Ștefan el a ajuns la apogeul influenței sale în perioada care a început odată cu moartea lui Béla al IV-lea, când a îndeplinit, de asemenea, alte îndatoriri politice pe lângă funcția sa de episcop. Felician și fratele lui, Job al II-lea, au fost menționați pentru prima dată – deși fără nume – într-un document de epocă din iunie 1272, când tatăl lor era deja decedat. Amândoi erau încă minori în momentul emiterii cartei. Job al II-lea a murit cândva după 1275, lăsându-l pe Felician ca unic moștenitor al proprietăților și averii ramurii familiei din care provenea. După moartea episcopului Job, Felician a moștenit terenurile dobândite de unchiul său, dar este posibil ca el să fi fost încă minor în acea perioadă. Felician nu mai este menționat în documente în următoarele două decenii. S-a căsătorit cândva cu o femeie neidentificată de origine nobilă. Au avut trei copii: tizul și moștenitorul său, Felician al IV-lea, și două fiice, Sebe, care s-a căsătorit nobilul local Kopaj Palásti, și Clara.

## Cariera militară și viața de curtean
„[...] Acest Felicianus fusese ridicat într-o poziție înaltă de către fostul conte palatin Matei de Trinchinium; el l-a părăsit apoi pe Matei și a venit la rege. Regele i-a arătat favoare regală și dragoste, iar ușa lui îi era întotdeauna deschisă să intre atunci când voia. [...]”—Cronica pictată de la Viena
Felician apare apoi în documentele contemporane din 18 mai 1301, la scurt timp după stingerea dinastiei Árpád, când a acționat ca judecător în cursul unui proces juridic prin care s-au stabilit hotarele localității Pöstyén (astăzi parte a orașului Szécsény) din comitatul Nógrád. Moartea regelui Andrei al III-lea (1301) a cauzat un război civil între diferiți pretendenți la tron — Carol de Anjou, Venceslau al Boemiei și Otto al Bavariei —, care a durat șapte ani. Ungaria s-a dezintegrat în mai multe provincii independente, conduse fiecare de un stăpân puternic (în maghiară tartományúr). Printre aceștia era Matei Csák al III-lea, care a stăpânit părțile de nord-vest ale Ungariei. El și-a extins influența asupra comitatului Nógrád cândva între 1302 și 1308. Devenind în acea perioadă familiaris și sfetnic al lui Matei Csák, Felician a participat ca reprezentant al stăpânului său la o întâlnire organizată în 10 noiembrie 1308 la mănăstirea paulină din Kékes, unde trimisul papal, cardinalul Gentilis de Montefiori, a reușit să-l convingă pe Matei Csák să accepte domnia regelui Carol. Trei dintre cei cinci nobili, care l-au însoțit pe stăpân, au fost proprietarii de terenuri din comitatul Nógrád, inclusiv Felician Záh și Simon Kacsics.

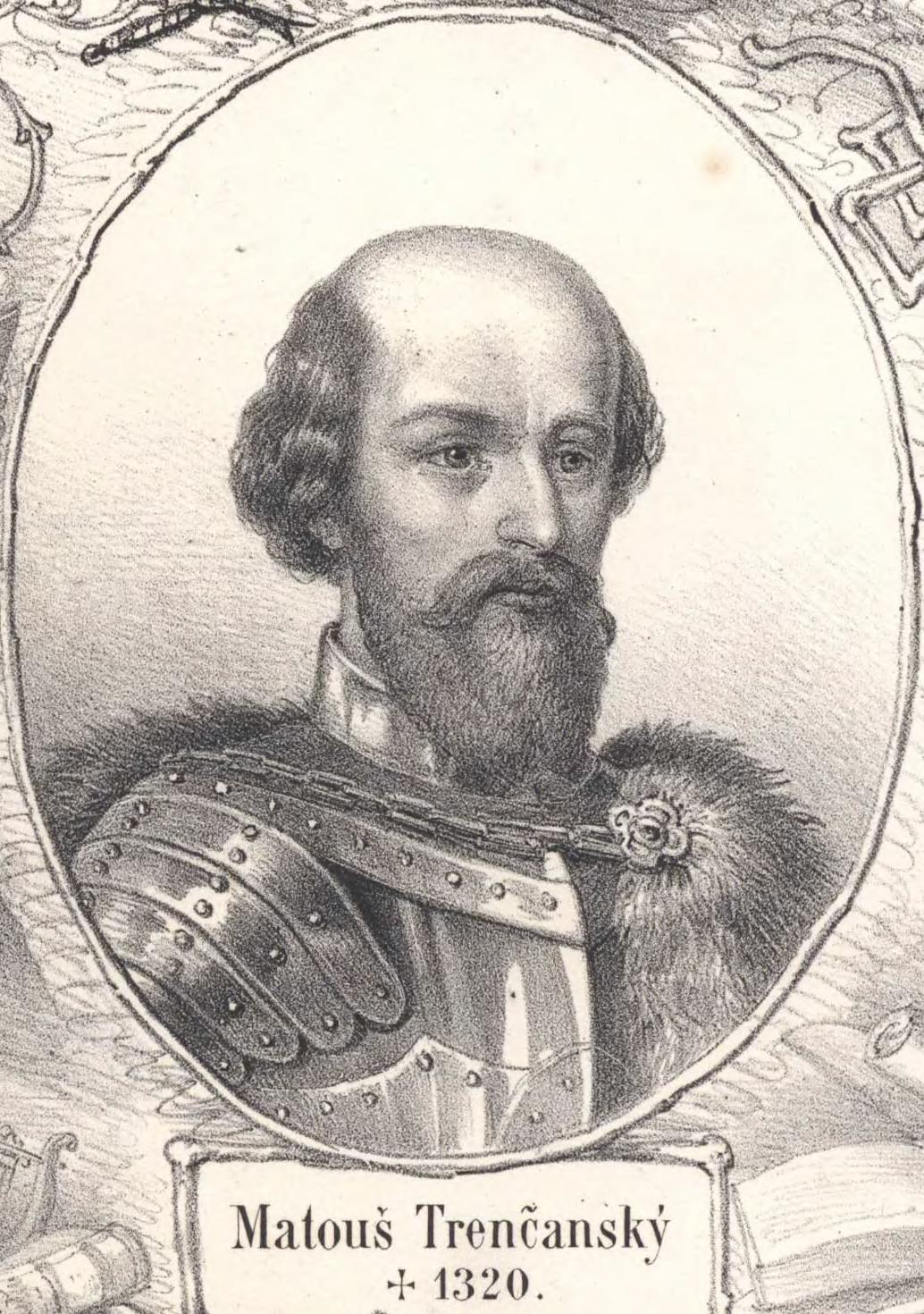
Puternicul senior Matei Csák, stăpânul lui Felician până în jurul anului 1318

Reconcilierea dintre Carol I și Matei Csák s-a dovedit a fi de scurtă durată, întrucât seniorul nu mai voia să accepte stăpânirea regelui; el nu a participat, prin urmare, la încoronarea regelui Carol cu Coroana Sfântului Ștefan la 27 august 1310. În plus, Matei Csák a continuat să-și extindă hotarele domeniilor sale și a ocupat mai multe castele din partea de nord a regatului. În același timp, Felician a atacat și a jefuit satul Baj din comitatul Pilis, care aparținea atunci aparținea Episcopiei de Veszprém, potrivit unei carte din octombrie 1310. Este posibil ca el să fie, de asemenea, aceeași persoană cu „Fulcyanus”, care a devastat moșia bisericească din Vágszerdahely (azi Dolná Streda, Slovacia), conducând trupele lui Csák la sfârșitul anului 1311 sau începutul anului 1312. Carol I a încercat în următorii ani să slăbească unitatea partizanilor lui Matei Csák prin mijloace diplomatice. Potrivit unei carte regale emise în septembrie 1315, regele a confiscat toate bunurile a trei dintre nobilii susținători ai seniorului și le-a oferit palatinului Dominic Rátót, pentru că aceștia sprijiniseră toate acțiunile lui Matei Csák și nu ceruseră iertare regelui. Unul dintre nobilii sancționați a fost Felician, care a rămas un partizan al lui Matei Csák chiar și după conflictul intern între apropiații lui (familiares) cu privire la proprietatea castelului Jókő (astăzi Dobrá Voda, Slovacia), în 1316.
După înfrângerea militară a lui Csák în 1317, numeroși nobili și militari loiali acestuia au început să-l părăsească și s-au alăturat taberei regale. În jurul anului 1318 Felician a devenit, de asemenea, partizan al regelui Carol I, care i-a iertat lipsa anterioară de loialitate, așa că a reușit să își păstreze proprietățile din comitatul Nógrád. El a dobândit statutul de sfetnic al curții regale, în timp ce fiica lui, Clara, a fost făcută de domnișoara de onoare a reginei Elisabeta. Matei Csák a murit pe 18 martie 1321, iar teritoriul stăpânit de el a intrat sub dominația regelui deoarece mulți din castelanii săi nu au opus rezistență. Carol I a dăruit în 1323 cetatea Cseklész lui Abraham cel Roșu în schimbul cetății Sempte (azi Bernolákovo și respectiv Šintava din Slovacia), care a devenit astfel o cetate regală. Felician a fost numit castelan de Sempte în jurul datei de 14 martie 1326, atunci fiind menționat singura dată în această calitate. În septembrie 1328 Laurențiu Tót (tatăl palatinului Nicolae Kont) și fratele lui, Ugrin, dețineau deja această poziție. În plus, Felician nu a fost menționat drept castelan în iunie 1327, atunci când unul dintre slujitorii lui, Pető, a fost implicat într-un caz de crimă. Istoricul Krisztina Tóth a susținut că Felician a fost înlocuit din funcția de castelan de Sempte din cauza izbucnirii în acea perioadă a unor tensiuni între regele Carol și ducele Frederic cel Frumos al Austriei, care au dus la creșterea importanței castelului Sempte, astfel că regele s-a asigurat că vechiul său aliat Laurențiu va supraveghea castelul regal. În vara anului 1328 trupele comune ale Ungariei și Boemiei au invadat Austria și au învins oastea austriacă pe malurile râului Leitha. Când Carol a semnat un tratat de pace cu cei trei duci ai Austriei, pe 21 septembrie 1328, Laurențiu era, de asemenea, prezent, aspect ce demonstrează importanța sa locală.
După înlocuirea lui, Felician s-a mutat pe moșiile sale din comitatul Gömör. El locuia pe moșia lui din Gice (azi Hucín, Slovacia) în decembrie 1327. Vecinul și vechiul lui dușman Ladislau Ákos a intentat un proces împotriva lui Felician și a fiului său omonim, dar aceștia din urmă nu s-au prezentat la tribunalul local. Donațiile de terenuri ulterioare au confirmat faptul că regele Carol a decis în favoarea lui Felician în următoarele procese împotriva lui Ladislau, astfel că el nu a căzut din grațiile regelui, dar cu siguranță și-a pierdut influența politică. În ianuarie 1329 Felician s-a plâns că unul dintre apropiații săi (familiares), French, fiul lui Benedict, și-a părăsit serviciul și i-a furat 100 de mărci. El a decis să pedepsească insulta: pe 19 februarie militarii săi au pătruns în casa lui French și i-a capturat pe servitorul János și pe porcarul Bene. Ulterior, ei au fost torturați până la moarte. French a negat acuzația de furt, iar Nicholas Treutel, comitele (ispán) comitatului Pojon a obligat părțile să se dueleze. Cu toate acestea, Felician și French s-au înțeles între ei în cele din urmă. Felician a chemat 30 de nobili, care i-au susținut acuzațiile: French a trebuit să plătească ulterior 60 de mărci drept compensații. Documentul emis la data de 10 august preciza, de asemenea, că, dacă Felician va muri între timp, fiul său, Felician al IV-lea, urma să primească datoria rămasă, pe care French trebuia să o plătească nouăsprezece zile mai târziu, pe 29 august. Această scurtă perioadă de timp confirmă vârsta înaintată și, probabil, sănătatea tot mai precară a a lui Felician.

## Tentativa de regicid

### Încercarea de asasinat și moartea
„Deși în aceste vremuri poporul Ungariei se bucura de liniștea multiubită a păcii, iar regatul era asigurat din toate părțile împotriva vrăjmașilor săi, dușmanul păcii și semănătorul invidiei, diavolul, puse totuși în mintea unui oștean pe nume Felician, din linia lui Zaah, care era deja înaintat în ani și cu părul argintiu, gândul că el îl va ucide într-o zi cu sabia sa pe stăpânul său, regele Carol, pe regina Elisabeta și pe cei doi fii ai regelui, Lays și Andreas. [...] În anul Domnului nostru 1330, pe 17 aprilie, în miercurea [sic] din a opta zi după Paști, regele era la cină cu regina și fiii săi în reședința sa din fața castelului din Vișegrad, atunci când Felician a intrat neobservat și s-a postat în fața mesei regelui. El și-a scos sabia ascuțită din teacă și ca un câine nebun s-a aruncat asupra regelui, a reginei și a fiilor cu dorința nemiloasă de a-i ucide. Dar îndurarea unui Dumnezeu milos l-a împiedicat să-și îndeplinească intenția. Cu toate acestea, el l-a rănit ușor pe rege la mâna dreaptă. Dar, din păcate, din mâna dreaptă a celei mai sfinte regine el a tăiat patru degete pe care în mila ei obișnuia să le întindă asupra celor săraci, nefericiți și necăjiți. [...] Atunci [Felicianus] a încercat să-i ucidă pe prinții regali care erau prezenți, dar tutorii lor, [Nicolaus,] fiul lui Gyula de Kenesics și Nicolaus, fiul contelui palatin Johannes, s-au așezat în calea lui și au primit răni mortale la cap, iar băieții nu au fost răniți. Johannes, fiul lui Alexandru din comitatul Potok, un tânăr cu o bună dispoziție, care era vicepaharnic al reginei, s-a aruncat ca o fiară sălbatică asupra lui Felician și l-a lovit cu un pumnal [bicellus] între gât și umăr cu atâta forță că l-a doborât la pământ. Apoi din această parte s-au repezit oștenii regelui și l-au luat de acolo ca și cum ar fi fost un monstru, retezând membrele netrebnicului cu săbiile lor teribile. [...]”—Cronica pictată de la Viena

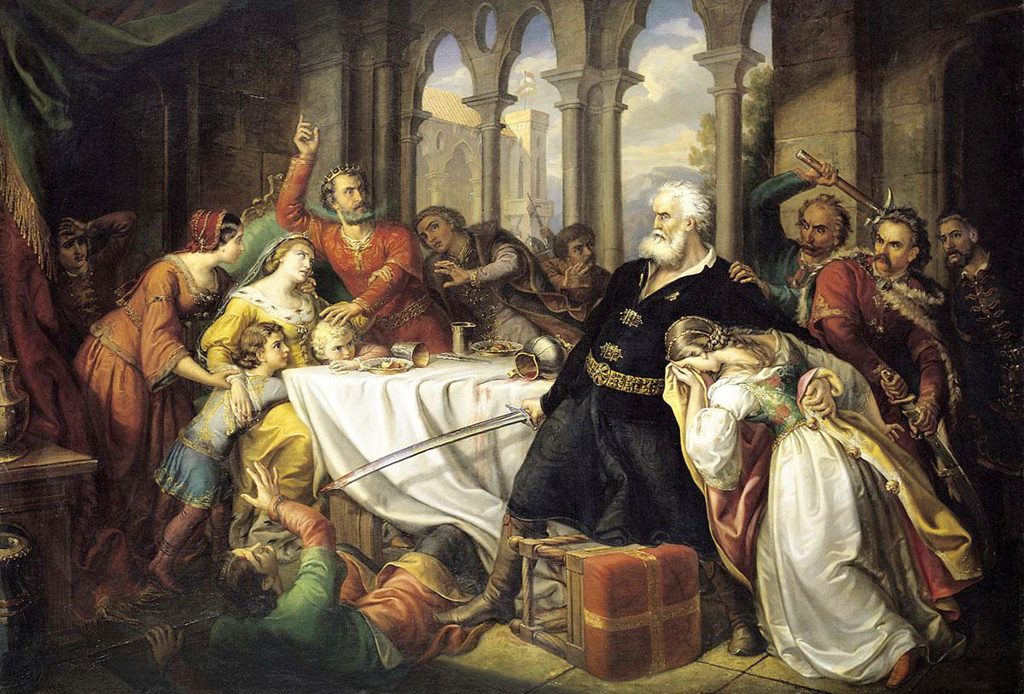
Soma Orlai Petrics: Felicián Zách, 1859, pictură în ulei pe canava (Muzeul Janus Pannonius din Pécs)

La 17 aprilie 1330, în timp ce familia regală se afla în palatul de pe malul Dunării pentru a lua masa de prânz, Felician a atacat-o cu sabia în mână. Carol Robert a fost rănit ușor la brațul drept, în timp ce reginei Elisabeta, care își apăra fiii minori - pe Ludovic, viitorul rege Ludovic I, și pe Andrei - i-a retezat patru degete de la mâna dreaptă. Băieții nu au suferit răni, dar tutorii prinților regali, Miklós, fiul lui Gyula Kenesics, și Miklós Drugeth au suferit traume craniene severe în timp ce parau loviturile îndreptate spre cei doi prinți regali. În acest timp, vicepaharnicul reginei, János, fiul lui Sándor din comitatul Potok, l-a înjunghiat pe Felician, iar garda regală, sosită la fața locului, i-a sfârtecat trupul.
Motivele tentativei de  asasinat sunt incerte. Unii au ajuns la concluzia, bazându-se pe datele despre amploarea și severitatea represaliilor, că asasinatul a fost parte a unei conspirații pusă la cale de un grup de seniori, opozanți ai regelui. Cu toate acestea, posteritatea preferă să accepte relatarea unui cronicar italian, redactată cu un deceniu și jumătate după incident, potrivit căreia fratele mai mic al reginei Elisabeta, prințul Cazimir - regele polonez Cazimir al III-lea de mai târziu - ar fi sedus-o pe Klára Zah și că atentatul a fost un act de răzbunare din partea tatălui ei. Această poveste este însă foarte asemănătoare cu povestea Melindei, soția banului Bánk, care cu peste un secol mai devreme ar fi fost violată de fratele reginei Gertruda, iar Bank a ucis-o pe regină într-un act de răzbunare. Nu se poate ști care dintre aceste două povești a influențat-o pe cealaltă.

### Represaliile

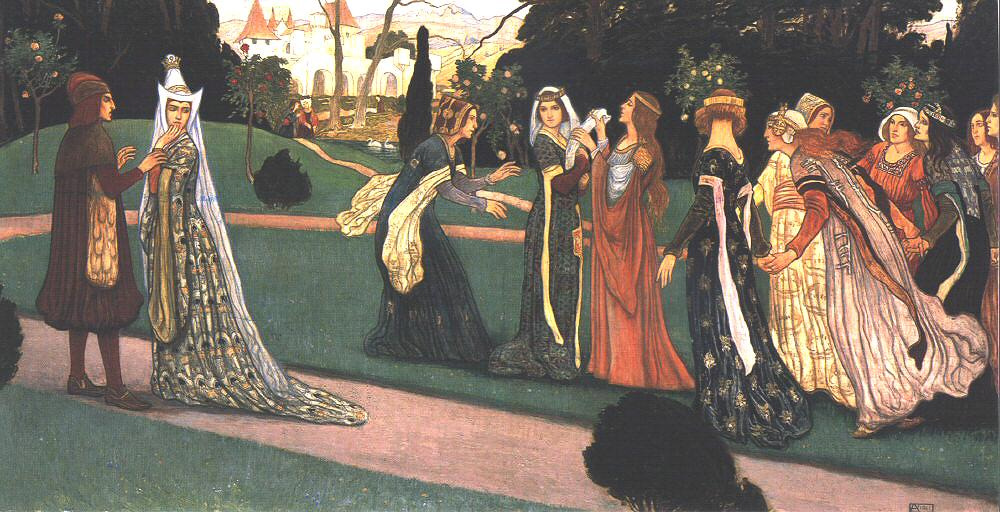
Aladár Körösfői-Kriesch: Zách Klára története I. [Povestea Klárei Zah I.]

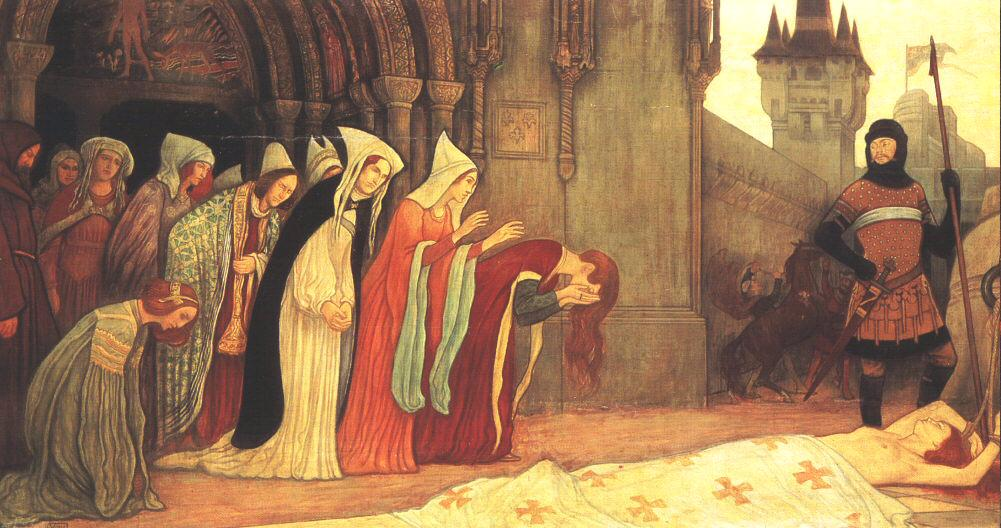
Aladár Körösfői-Kriesch: Zách Klára története II. [Povestea Klárei Zah II.]

„[...] Prin urmare, nefericitul Felician, căzut în păcatul crimei de lezmajestate, a tulburat liniștea țării, el și-a exterminat astfel propria seminție, și-a batjocorit și pierdut propriul clan, el însuși devenind mâncare pentru câini; și izgonit a fost din această lume, legat în infern și îngropat pe veci în iad, spre batjocura întregii lumi și învățătură de minte necredincioșilor. [...]”—Cronica pictată de la Viena

## Beletristică
- Arany, János: Zách Klára (baladă) Arhivat în 17 octombrie 2018, la Wayback Machine..
- Fehér, Tibor: A ródoszi lovag [Cavalerul din Rodos], roman, Editura Móra Ferenc, 1986.